# Amor amarillo
Amor amarillo es el primer álbum de estudio solista de la carrera de Gustavo Cerati, publicado el 1 de noviembre de 1993 (en plena etapa de fricción con Soda Stereo). La única presentación oficial del álbum fue un acústico hecho para la radio FM 100 en 1994, ya que Gustavo lo consideraba un disco íntimo. 
En el álbum se destaca la presencia de su esposa Cecilia Amenábar, tanto en la colaboración como la inspiración principal de las canciones junto con la espera de la llegada de su primer hijo (salvo «Rombos» que compuso en la época de Colores santos). En este álbum de estudio, además, Cerati realiza una versión de la canción «Bajan» de Luis Alberto Spinetta, extraído del álbum Artaud, un álbum referencial de este proyecto.
La canción «Crema de estrellas», incluida en el álbum Sueño Stereo de Soda Stereo, fue una de las canciones que quedó afuera de este álbum.

## Grabación
Gustavo, después de terminar la gira del álbum de estudio Dynamo, decidió ponerle una pausa a su etapa con Soda Stereo e irse a vivir a Santiago de Chile junto a su mujer y esperar ahí el nacimiento de su primer hijo. Mientras se iba gestando su hijo fue creando canciones que sirvieron para lo que sería su primer disco como solista. Las primeras versiones de las canciones las grabó en un estudio casero que armó en su casa de Providencia que llamó Estudios Ámbar. El disco se terminó de mezclar y grabar en Buenos Aires, y publicado 25 días antes de que naciera Benito Cerati.

## Nombre
Según Cecilia Amenábar el nombre del disco fue tomado por unas piedras amarillas que juntos recogieron en las playas de Los Roques, en un descanso de la gira de Dynamo por Venezuela. Para Cerati el color de esas piedras representaban la energía, el sol; lo que definía este amor. 

## Lista de canciones
| N.º   | Título                        | Escritor(es)          | Duración |  |
| 1.    | «Amor amarillo»               | Cerati                | 5:36     |  |
| 2.    | «Lisa»                        | Cerati                | 4:25     |  |
| 3.    | «Te llevo para que me lleves» | Cerati                | 3:44     |  |
| 4.    | «Pulsar»                      | Cerati                | 4:56     |  |
| 5.    | «Cabeza de Medusa»            | Cerati                | 5:07     |  |
| 6.    | «Av. Alcorta»                 | Cerati                | 4:46     |  |
| 7.    | «Bajan»                       | Luis Alberto Spinetta | 4:08     |  |
| 8.    | «Rombos»                      | Cerati                | 4:23     |  |
| 9.    | «Ahora es nunca»              | Cerati · Amenábar     | 4:41     |  |
| 10.   | «A merced»                    | Cerati                | 6:28     |  |
| 11.   | «Torteval»                    | Cerati · Bosio        | 6:04     |  |
| 54:14 |                               |                       |          |  |

 Notas 
- En «Te llevo para que me lleves» Cerati canta en dueto con Cecilia Amenábar.
- «Torteval» sólo está incluida en la primera y tercera edición del álbum.

 Samples 
- «Pulsar» contiene samples de «Microphone Poet» de Rob'n'Raz ft. Papa Dee y «Sirius» de The Alan Parsons Project.
- «Rombos» contiene un sample de «Texture» de Catherine Wheel.
- «Torteval» contiene samples de «Impeach the President» de The Honeydrippers y «You Got the Love» de Rufus ft. Chaka Khan.

## Videos musicales
- «Te llevo para que me lleves» (1993)
- «Pulsar» (1993)
- «Lisa» (1994)
- «Amor amarillo» (2023)
- «Rombos» (2023)
- «Av. Alcorta» (2023)

## Posicionamiento en listas
| Listas (2024)     | Mejor posición |
| ----------------- | -------------- |
| Argentina (CAPIF) | 1              |

## Créditos
- Gustavo Cerati: Voz principal, coros, guitarras, bajo Pedulla, MPC60, teclados, tubo de viento, efectos, percusión y producción.
- Zeta Bosio: Teclados, percusión, bajo en «Amor amarillo» y producción.
- Cecilia Amenábar: Voces en «Te llevo para que me lleves», coros y bajo en «A merced».
- Tweety González: Asistencia en programación.